# Johanna Schwanberg

Johanna Schwanberg (2022)

Johanna Schwanberg (* 1966 in Wien) ist eine österreichische Ausstellungsmacherin, Autorin und Museumsdirektorin.

## Leben
Johanna Schwanberg studierte Literatur- und Kunstwissenschaft sowie Malerei und Kunsterziehung an der Universität Wien und der Universität für angewandte Kunst, 2001 promovierte sie über die „Bild-Dichtungen“ von Günter Brus.
Seit 2013 ist sie Direktorin des Dom Museum Wien, das sie mit den Domschätzen und der Sammlung Otto Mauer komplett neu konzipierte und umbaute. Es wurde 2017 wiedereröffnet und bald darauf für den Europäischen Museumspreis nominiert und 2020 mit dem Österreichischen Museumspreis ausgezeichnet. Zudem lehrt sie an der Universität für angewandte Kunst, der Sigmund Freud Privat Universität und der Universität Wien.
Schwanberg ist seit 2004 als Gestalterin von Beiträgen zu Kunst und Leben in der Ö1-Serie „Gedanken für den Tag“ bekannt, zudem hat sie als Kunst- und Literaturkritikerin seit 1997 zahlreiche Texte und Essays für Publikationen wie „Parnass“, das „Spectrum“ der „Presse“, das Feuilleton der „Furche“ und „Literatur und Kritik“ veröffentlicht.
Schwanberg ist Vorstandsmitglied des Otto Mauer Fonds und seit 2009 als Jurymitglied für die Vergabe des Otto-Mauer-Preises für bildende Kunst mitverantwortlich, seit 2020 ist sie Vorstandsmitglied, seit 2022 Präsidentin von ICOM Österreich.
Davor wirkte sie als Wissenschaftlerin, Vortragende, Katalogautorin und Kuratorin an zahlreichen Forschungs- und Ausstellungsprojekten für österreichische und internationale Museen und Institutionen mit (Albertina, Belvedere, mumok, Lentos, Österreichische Akademie der Wissenschaften, MACBA, Kunsthalle Kiel, Palm Beach Institute of Contemporary Art u. a.), war 2007–2009 Kunstankaufskuratorin der Stadt Linz und 2005–2013 Docens Ordinaria an der Fakultät für Philosophie und für Kunstwissenschaft der KU Linz.
Johanna Schwanberg ist verheiratet und hat zwei Kinder. Sie ist die Tochter des Bildhauers, Malers und Bühnenbildners Gero Schwanberg.

## Auszeichnungen
- 2020: Auszeichnung des Dom Museum Wien mit dem Österreichischen Museumspreis[5]
- 2019: Nominierung des Dom Museum Wien für den Europäischen Museumspreis 2019 (EMYA)[6]

## Ausgewählte Ausstellungen und wissenschaftliche Projekte
- 2024–2025:  „In aller Freundschaft“, Themenausstellung im Dom Museum Wien
- 2023–2024:  „Sterblich sein“, Themenausstellung im Dom Museum Wien
- 2022–2023: „Mahlzeit“, Themenausstellung im Dom Museum Wien
- 2021–2022: „arm & reich“, Themenausstellung im Dom Museum Wien
- 2020–2021: „Fragile Schöpfung“, Themenausstellung im Dom Museum Wien
- 2019–2020: „Family Matters“, Themenausstellung im Dom Museum Wien
- 2018–2019: „Zeig mir deine Wunde“, Themenausstellung im Dom Museum Wien
- 2017–2018: „Bilder der Sprache, Sprache der Bilder“. Eröffnungsausstellung des Dom Museum Wien
- 2017: Neuaufstellung der Schausammlung des Dom Museum Wien
- seit 2013: Leitung der wissenschaftlichen und konservatorischen Aufarbeitung der Sammlung Otto Mauer im Rahmen der Neukonzeption des Dom Museum Wien
- 2009: „Kreuzungspunkt Linz. Junge Kunst und Meisterwerke“ im Rahmen der Europäischen Kulturhauptstadt 2009, Konzeption und Kuratierung (gemeinsam mit Dieter Buchhart), Lentos, 29. 5. – 9. 8. 2009
- 2007–2008: Kunstkuratorin der Stadt Linz
- 2000–2013: Kuratorin der Ausstellungsreihe „Im Vorbeigehen“ an der KTU Linz (gemeinsam mit Monika Leisch-Kiesl, 2000–2013, je zwei Ausstellungen pro Jahr)
- 2005–2006: Wissenschaftliche Mitarbeit am Katalog der Günter-Brus-Ausstellung des MACBA, Barcelona, 12. 10. 2005 – 15. 1. 2006
- 2003–2004: Wissenschaftliche Mitarbeit an der Günter-Brus-Retrospektive „Werkumkreisung“ der Albertina, Wien, 7. 11. 2003 – 8. 2. 2004
- 1998: Kuratorin der Ausstellung „Nexus. Künstlerische Interventionen im Stadtraum“ im Rahmen des EU-Kulturmonats Linz, 30. 8. 1998 – 4. 10. 1998
- 1998: Kuratorin der Geburtstagsausstellung von Günter Brus „Kunstwerkfabrik und Sammlerwerkstätte“, Schömer-Haus, Klosterneuburg, 30. 9. 1998 – 31. 12. 1998

## Bibliographie (Auswahl)
- In aller Freundschaft, Ausst.-Kat. Dom Museum Wien, Wien 2024.
- Sterblich sein, Ausst.-Kat. Dom Museum Wien, Wien 2023.
- Mahlzeit, Ausst.-Kat. Dom Museum Wien, Wien 2022.
- arm & reich, Ausst.-Kat. Dom Museum Wien, Wien 2021.
- „Otto Mauer und Günter Rombold – zwei leidenschaftliche Sammler.“ Johanna Schwanberg und Gabriele Spindler im Gespräch, in: Sabine Sobotka und Gabriele Spindler (Hrsg.) Auf Kunst verzichten, heißt sprachlos werden. Die Sammlung Günter Rombold. Katalog der Landesgalerie Linz, Verlag der Provinz, Weitra 2020, 54–57.
- Die Sammlung muss wissen, mit welcher Welt sie redet., in: Griesser, Martina / Sternfeld, Nora / Ziaja, Luisa, Sich mit Sammlungen anlegen. Gemeinsame Dinge und alternative Archive, Curating. Ausstellungstheorie und -praxis (Bnd. 5), Berlin/Boston 2020, 264–265.
- Fragile Schöpfung, Ausst.-Kat. Dom Museum Wien, Wien 2020.
- Family Matters, Ausst.-Kat. Dom Museum Wien, Wien 2019.
- Zeig mir deine Wunde, Ausst.-Kat. Dom Museum Wien, Wien 2018.
- Kunst, Kirche, Gesellschaft (Publikation anlässlich der Neueröffnung des Dom Museum Wien 2017), De Gruyter Berlin/Boston 2017.
- Bilder der Sprache und Sprache der Bilder, Ausst.-Kat. Dom Museum Wien, Wien 2017.
- Kunst(re)aktionen: Günter Brus – VALIE EXPORT – Julius Deutschbauer, in: Maria Welzig und Anna Stuhlpfarrer, Kulturquartiere in ehemaligen Residenzen, Wien, Köln, Weimar 2014, 71–85.
- Ecce Homines. Über die performative Erforschung von Männlichkeit, in: H 13 2007–2012, Kunstraum Niederösterreich 2013, 32–39.
- METANOIA – „Die Bilder meiner Stimme im Kopf“, in: METANOIA. Video DVD Edition der Charim Galerie, Wien 2012.
- Günter Brus: Der Körper als Zeichenträger und die Vieldeutigkeit der Zeichen, in: Elisabeth Grossegger und Sabine Müller, Teststrecke Kunst. Die Wiener Avantgarden nach 1945, Wien, Sonderzahl Verlag 2012, 154–170.
- Was spricht das Bild? Gegenwartskunst und Wissenschaft im Dialog (mit Monika Leisch-Kiesl), Bielefeld, transcript 2011.
- Johanna Schwanberg im Gespräch mit Günter Brus, in: Gerald Matt und Österreichisches Parlament (Hrsg.), Österreichs Kunst der 60er-Jahre. Gespräche, Nürnberg, Verlag für moderne Kunst 2012, 66–77.
- Geschlechterverhältnisse und Geschlechter(de)konstruktionen, in: Eva Badura-Triska und Hubert Klocker (Hrsg.), Wiener Aktionismus. Kunst und Aufbruch im Wien der 1960er-Jahre, Köln, Walther König Verlag 2012, 122–123.
- Zur Rolle der „Modelle“ und/oder AkteurInnen im Wiener Aktionismus, in: Eva Badura-Triska und Hubert Klocker (Hrsg.), Wiener Aktionismus. Kunst und Aufbruch im Wien der 1960er-Jahre, Köln, Walther König Verlag 2012, 204–205.
- Sprachfeste, Fingergedichte und Risse im Wort. Zur Relevanz der Titel im Werk von VALIE EXPORT, in: Margarete Lamb-Faffelberger und Carola Hilmes, Staging EXPORT: VALIE zu Ehren, New York, Bern u. a., Peter Lang Verlag 2011, 58–67.
- Against the Division between Language and Image. The Relationship between Language and Image in the Œuvre of VALIE EXPORT, in: Agnes Husslein-Arco, Angelika Nollert und/and Stella Rollig (Hrsg.), VALIE EXPORT. Zeit und Gegenzeit – Time and Countertime, Köln, Walther König 2010, 243–248.
- Beispiele eines feministischen Blicks, in Pia Janke und Team (Hrsg.), Ritual. Macht. Blasphemie. Kunst und Katholizismus in Österreich seit 1945, Wien 2010, 111–116.
- Das Bild spricht. Herbert Boeckls Transformationen biblischer Texte und religiöser Themen in Malerei, in: Agnes Husslein-Arco (Hrsg.), Herbert Boeckl, Belvedere, Wien 2009, 222–231.
- Das Leben, eine Druckmaschine. Vom Spiritdruck zur Kaltnadelradierung: Günter Brus als Druckgrafiker, in: Dietmar Haubenhofer (Hrsg.), Günter Brus – Kratzspuren. Radierungen und Lithografien 1971–2007, Wien und New York 2007, 4–23.
- Akteurinnen im Aktionismus, in: Carola Dertnig, Nachbilder einer ungleichzeitigen Gegenwart, Innsbruck – Bozen – Wien 2006, 49–55.
- Günter Brus: Bild-Dichtungen, Wien und New York, Springer 2003.
- Parallelinnovationen. Die Bild–Dichtungen von Günter Brus – Kunst- und Literaturwissenschaft auf der Suche nach methodischen Ansätzen bei der Analyse bimedialer Arbeiten, in: Kunsthistoriker. 10. Österreichischer Kunsthistorikertag 1999/2000, 134–140.
- In zwei Welten. Das literarische und zeichnerische Werk Alfred Kubins. In: Der Demiurg ist ein Zwitter, Paderborn, Wilhelm Fink Verlag 1999, 99–120.
- Günter Brus im Gespräch mit Johanna Schwanberg, Juni 1997, in: KünstlerInnen, Köln 1997.
- Kunst – Körper – Politik. Aktionskunst im Wien der 1960er und frühen 1970er Jahre, in: Wieland Schmied (Hrsg.), Österreich 1900–2000. Konfrontationen und Kontinuitäten, Klosterneuburg 2006, 72–84.